# Gianni Otto
Gianni Alessandro Otto (* 28. Juni 1995 in Remseck) ist ein deutscher Basketballspieler.

## Laufbahn
Otto, Sohn des Wasserballspielers Frank Otto, besuchte das Otto-Hahn-Gymnasium und spielte im Jugendbereich der BSG Ludwigsburg sowie für die Basketball-Akademie Ludwigsburg in der Jugend-Basketball-Bundesliga (JBBL) und in der Nachwuchs-Basketball-Bundesliga (NBBL). 2011 wurde er mit Ludwigsburg JBBL-Vizemeister.
Er wechselte 2014 in die Vereinigten Staaten, um an der Universität Hochschulstudium und Leistungssport zu verbinden. Von 2014 bis 2016 tat Otto dies am Southeastern Illinois College in der Stadt Harrisburg. Nach der Saison 2015/16, in der er als Spielmacher mit Mittelwerten von 7,1 Punkten, 4,1 Korbvorlagen sowie 2,1 Rebounds pro Begegnung überzeugt hatte, ging Otto ans ebenfalls im Bundesstaat Illinois ansässige McKendree College in die zweite Division der NCAA. Im Spieljahr 2016/17 kam er zu lediglich zehn Einsätzen (3,3 Punkte, 4,1 Korbvorlagen im Schnitt), ehe er bis zum Ende der Saison aufgrund einer Knieverletzung ausfiel. In der Saison 2017/18 stand Otto bei 28 Begegnungen acht Mal in der Anfangsaufstellung und trug im Durchschnitt 3,3 Punkte sowie 2,6 Korbvorlagen und 1,4 Ballgewinne bei.
Im Juli 2018 vermeldete Zweitligist Ehingen/Urspring Ottos Verpflichtung. Nach zwei Jahren wechselte er innerhalb der zweiten Liga zu den Tigers Tübingen. 2023 schaffte er mit der Mannschaft als Zweiter der 2. Bundesliga ProA den Bundesliga-Aufstieg, nachdem die Tübinger im Vorjahr bei selbem Ergebnis noch darauf verzichtet hatten. Otto und die Tübinger verfehlten im Spieljahr 2023/24 den Klassenerhalt in der Bundesliga. Anschließend wechselte Otto nach Weißenfels zum Mitteldeutschen BC. Mitte Februar 2025 wurde der Vertrag aufgelöst, noch im selben Monat nahm er ein Angebot des Zweitligisten Crailsheim Merlins an.